# Internationella heraldikdagen
Internationella heraldikdagen (International Heraldry Day eller Heraldry Day) inträffar den 10 juni och har till syfte att uppmärksamma heraldiken som konstform och vetenskap. Idén till dagen kom från en polsk heraldisk community. Dagen uppmärksammades första gången 2013. Datumet valdes på grund av att den 10 juni 1128 tilldelade Henrik I av England sin svärson Gottfrid av Anjou en blå sköld med sex lejon av guld. Detta betraktas ofta som heraldikens begynnelse.